# 薩米人遺傳學
薩米人遺傳學是遗传学中专门以萨米人为研究对象的学科。居住在北欧的萨米人与其他欧洲人在遺傳學上有很大差别，因而引起了遗传学家们的浓厚兴趣。目前研究的重点是女性粒線體DNA，另外也有關於Y染色体以及傳統的常染色体标记。